# Ekogeografsko pravilo
Ekogeografsko pravilo opredeljuje odvisnost med podnebjem ter morfološkimi in fiziološkimi lastnostmi živalskih organizmov.
Najbolj znana ekogeografska pravila so:
- Allenovo pravilo: toplokrvne živali, ki živijo v polarnem podnebju imajo štrleče dele telesa krajše kot pri živalih, ki so z njimi v bližnjem sorodstvu, vendar živijo v toplejšem podnebju.
- Bergmannovo pravilo: toplokrvne živali, ki živijo na območju s hladnejšim podnebjem so praviloma višje in daljše, kot njihovi sorodniki na območju s toplejšim podnebjem.
- Glogerjevo pravilo: živali, ki živijo na suhem in hladnem območju imajo svetlejša telesa, kot živali, ki živijo na območju z višjo vlago in temperaturo.
- Jordanovo pravilo: ribe v hladnih vodah so daljše in imajo večje število vretenc kot ribe v toplejših vodah.